# GSC2412-1475
GSC2412-1475 — хімічно пекулярна зоря спектрального класу B8, що має видиму зоряну величину в смузі V приблизно 10,5.

## Пекулярний хімічний вміст
Зоряна атмосфера GSC2412-1475 має підвищений вміст 
Si
.